# Alvar Aalto

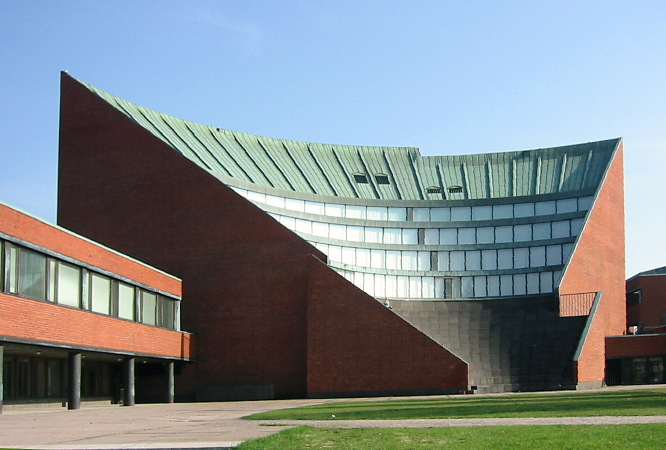
Auditorium Technische Universiteit Helsinki (sinds 2010 Aalto-Universiteit)

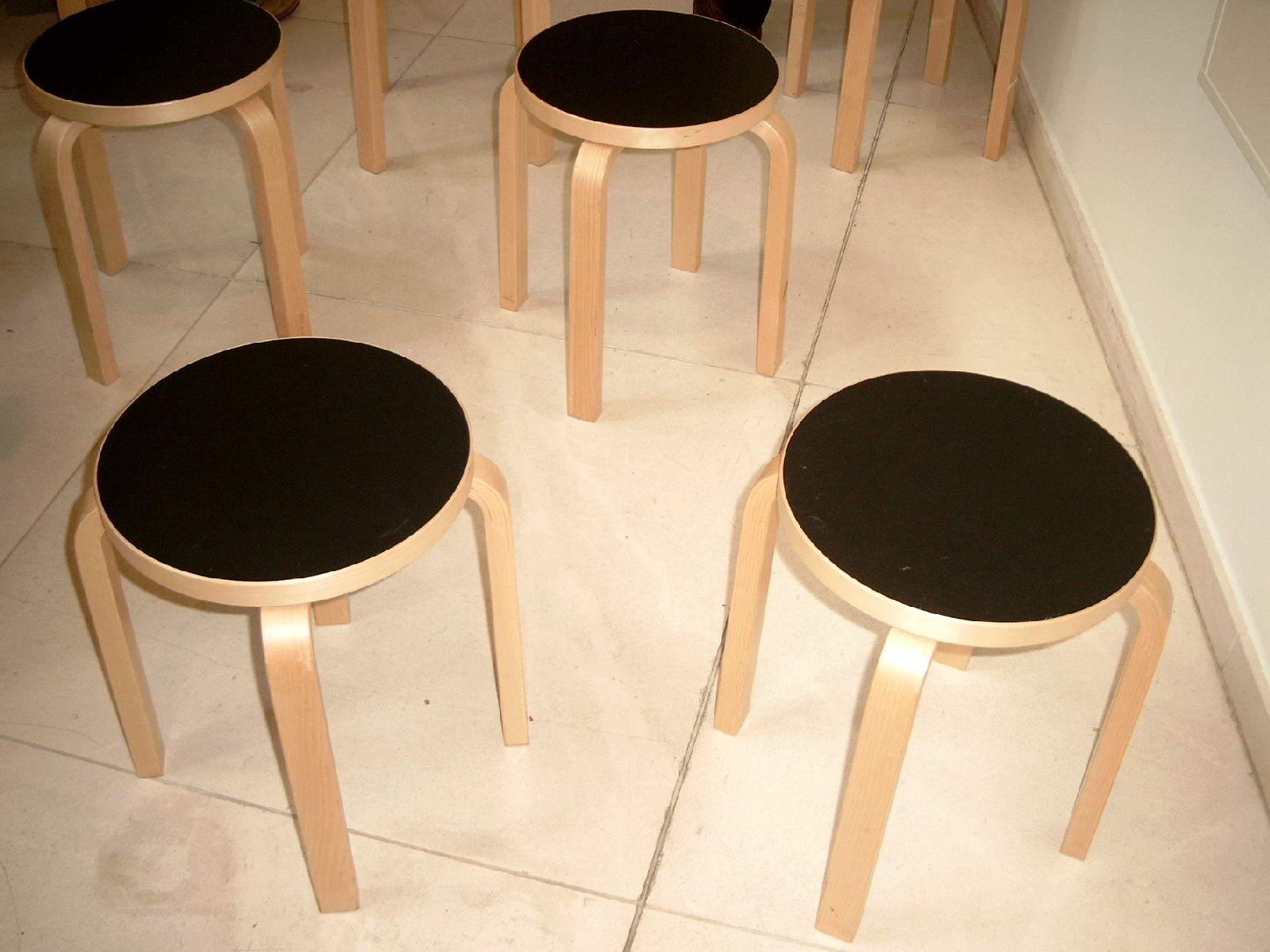
Kruk modelnr. 60 (1932-33)

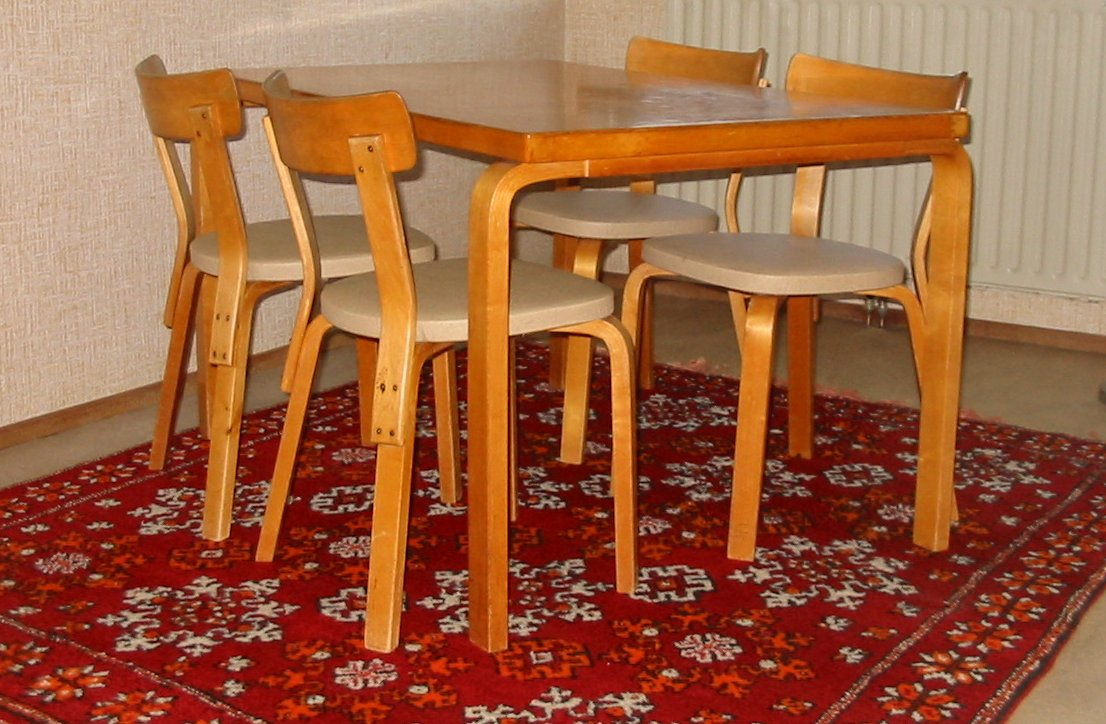
Aaltotafel en -stoelen

Hugo Alvar Henrik Aalto (Kuortane, 3 februari 1898 – Helsinki, 11 mei 1976) was een Fins modernistisch architect en industrieel ontwerper. Aalto was een van de eerste en meest invloedrijke architecten van de moderne beweging in Scandinavië. Hij was lid van de CIAM (Congrès Internationaux d'Architecture Moderne). Belangrijke werken van Alvar Aalto zijn de Finlandia-hal in Helsinki, het stadhuis in Säynätsalo en het hoofdgebouw van de Technische Universiteit van Helsinki, waarvan de rechtsopvolger sinds 2010 Aalto's naam draagt. De meeste van zijn gebouwen bevinden zich in verschillende plaatsen in Finland, maar ook daarbuiten zijn veel van zijn ontwerpen gerealiseerd, onder meer in Duitsland en de Verenigde Staten.
Daarnaast was hij ook bekend vanwege zijn ontwerpen voor meubels en glaswerk. Wereldberoemd is de Aaltovaas (1936), die is gebaseerd op een serie schetsen die hij Eskimoerindens skinnbyxa (de leren broek van een Eskimovrouw) noemde. Ze werden gemaakt naar aanleiding van een ontwerpwedstrijd die was uitgeschreven door de Karhula-Iittala glasfabrieken. Deze firma is vervolgens de vaas ook gaan produceren. De meubelen van Aalto en zijn vrouw Aino werden verkocht door de firma Artek, waarvan zij in 1935 medeoprichters waren en die na Aalto's dood is blijven bestaan.
De eenvoudige lijnen van Aalto waren een inspiratie voor vakgenoten, waaronder voor de Deense ontwerpster Grete Jalk. Aalto's ontwerpen zijn ook terug te vinden in producten van Ikea: zo ligt Aalto's kruk nr. 60 uit 1933 ten grondslag aan de Frosta van Ikea.

## Leven en werk
Aalto werd geboren in Kuortane in Zuid-Ostrobothnië. Nadat zijn familie zich in Jyväskylä had gevestigd, doorliep hij daar het beroemde plaatselijke lyceum. Tussen 1916 en 1921 studeerde hij architectuur aan de Technische Universiteit van Helsinki. In 1923 zette hij een eigen architectenbureau op in Jyväskylä. In 1924 trouwde hij met de architecte Aino Marsio. Tijdens hun huwelijksreis naar Italië raakte hij gefascineerd door het Middellandse Zeegebied, een fascinatie die altijd van grote invloed is gebleven op zijn werk. 
In 1927 verhuisde het architectuurbureau van de Aalto's naar Turku en in 1933 naar Helsinki, waar het echtpaar een villa ontwierp die Aalto tot zijn dood zou bewonen en waar zich aanvankelijk ook hun atelier bevond. In 1955 betrok Aalto niet ver daarvandaan een tweede atelier.
Aino Aalto overleed in 1949. In 1952 hertrouwde hij met Elissa Mäkiniemi, eveneens een architecte.
In 1968 ontving hij de Zweedse koninklijke onderscheiding Litteris et Artibus.
Alvar Aalto overleed in 1976 op 78-jarige leeftijd.

## Stijlkenmerken
Aalto's ontwerpen worden gekenmerkt door hun functionalisme. Typisch voor Aalto zijn ruimtes die in elkaar overvloeien, gebogen muren en de ingenieuze toepassing van verschillende materialen, zoals hout, gewapend beton, staal, ...) in een gebouw.

## Selectie van gebouwen
De dertien met een + gemarkeerde gebouwen werden op 2 februari 2021 door de Finse UNESCO-delegatie genomineerd voor opname op de Werelderfgoedlijst.
- 1921 - 1923: Klokkentoren, Kauhajärvi
- 1924 - 1928: Gemeentelijk ziekenhuis, Alajärvi
- 1926 - 1929: Defensiestafgebouw, Jyväskylä
- 1927 - 1935: Stadsbibliotheek van Viipuri (thans Vyborg in Rusland)
- 1928 - 1930: Redactiegebouw Turun Sanomat, Turku
- 1928 - 1929: + Sanatorium, Paimio
- 1932: Villa Tammekann, Tartu, Estland
- 1934: Corso-theater, interieur van het restaurant, Zürich, Zwitserland
- 1936: + Villa Aalto, eigen woonhuis, Helsinki
- 1936 - 1954: + Cellulosefabriek en arbeiderwijk Sunila, Kotka
- 1939: Fins paviljoen, Wereldtentoonstelling New York
- 1939: + Villa Mairea, Noormarkku (Pori)
- 1947 - 1948: Baker House, Massachusetts Institute of Technology, Cambridge, Massachusetts
- 1949 - 1966: Technische Universiteit van Helsinki, Espoo
- 1949 - 1951: + Gemeentehuis van Säynätsalo, Jyväskylä
- 1951-: + Gebouwen Universiteit van Jyväskylä
- 1952 - 1954: + Experimenteel zomerhuis, Muuratsalo
- 1948 - 1956: + Gebouw Socialeverzekeringsinstituut (Kansaneläkelaitos), Helsinki
- 1956: Hoofdkantoor Stora Enso, Helsinki
- 1952 - 1957: + Drie Kruisenkerk (Kolmen ristin kirkko), Vuoksenniska, Imatra
- 1952 - 1958: + Cultuurhal (Kulttuuritalo), Helsinki
- 1955: + Studio Aalto, eigen atelier, Helsinki
- 1958 - 1987: + Stadhuis en cultureel centrum, Seinäjoki
- 1958 - 1972: Kunstmuseum van Noord-Jutland, Aalborg, Denemarken
- 1961 - 1965: Regionale bibliotheek van Lapland, Rovaniemi
- 1962 - 1971: + Finlandia-hal, Helsinki
- 1960 - 1963: Kulturhaus, Wolfsburg, Duitsland
- 1963 - 1965: Gebouw voor studentenvereniging Västmanland-Dala, Uppsala, Zweden
- 1962: Centrale hoogbouw van de satellietstad "Neue Vahr", Bremen, Duitsland
- 1970: Mount Angel Abbey Library, Mount Angel, Oregon
- 1988: Aalto-theater, Essen, Duitsland (postuum opgeleverd)

### Afzonderlijke gebouwen
- Sanatorium van Paimio
- Alvar Aalto-bibliotheek in Vyborg
- Baker House
- Aalto-Theater Essen
- Alvar Aalto Zentrum Deutschland

- Art Gallery of South Australia: 5580
- Bibsys: 90166823
- Biblioteca Nacional de Chile: 000052480
- Biblioteca Nacional de España: XX1041593
- Bibliothèque nationale de France: cb120549703 (data)
- Catàleg d'autoritats de noms i títols de Catalunya: 981058519884206706
- CiNii: DA00731786
- Gemeinsame Normdatei: 118500023
- Historisch woordenboek van Zwitserland: 008115
- International Standard Name Identifier: 0000 0001 0913 6025
- KulturNav: be702fce-030c-40a1-b0ec-3407d8450548
- Library of Congress Control Number: n79018877
- Nationale Bibliotheek van Letland: 000039204
- Bibliotheek van het Japanse parlement: 00430846
- National Gallery of Victoria: 2566
- Nationale Bibliotheek van Tsjechië: jn19990000001
- Nationale bibliotheek van Australië: 35776752
- Nationale Bibliotheek van Israël: 987007257213905171
- Nationale Bibliotheek van Polen: a0000001178111
- Nationale en Universitaire bibliotheek Zagreb: 000363342
- Nederlandse Thesaurus van Auteursnamen: 069159394
- Réseau des bibliothèques de Suisse occidentale: 02-A000002461
- RKD-Nederlands Instituut voor Kunstgeschiedenis: 124304
- Russische Staatsbibliotheek: 000101081
- Istituto Centrale per il Catalogo Unico: CFIV069263
- LIBRIS: 206493
- SNAC: w6hx1nhr
- Système universitaire de documentation: 02756083X
- Museum of New Zealand Te Papa Tongarewa: 65901
- Trove: 1082275
- Union List of Artist Names: 500002617
- Virtual International Authority File: 71410602
- WorldCat: E39PBJtrQbccB4r7tT8t7cRBT3